# Serge Lapébie
Serge Roger Gervais Lapébie (* 9. Juni 1948 in Neuilly-sur-Seine; † 2. Oktober 1991 in Auvillar) war ein französischer Radrennfahrer.

## Sportliche Laufbahn
Lapébie war im Straßenradsport aktiv. Als Amateur holte er 1968 einen Etappensieg in der Griechenland-Rundfahrt, 1969 im Rennen Tour de Bretagne Cycliste und gewann Paris–Vierzon mit einem Etappensieg. In der Tour du Béarn gewann er zwei Etappen. Bei den Straßenradsport-Weltmeisterschaften 1969 wurde er 67. im Amateurrennen.
Von 1970 bis 1975 war Lapébie Berufsfahrer. 1970 gewann er eine Etappe in der Tour du Nord und 1972 den Grand Prix St. Raphael. Zweiter wurde er 1969 in der Tour de l’Yonne, 1973 im Étoile de Bessèges hinter Robert Mintkiewicz.
Lapébie starb am 2. Oktober 1991 bei einem Autounfall.

## Familiäres
Serge Lapébie ist der Sohn des ehemaligen Radprofis Guy Lapébie und der Neffe von Roger Lapébie.